# Rejon miadzielski
Rejon miadzielski (biał. Мядзельскі раён) – rejon na północnym zachodzie Białorusi, w obwodzie mińskim.
| Narodowość  | Liczba | %       |
| ----------- | ------ | ------- |
| Białorusini | 27 736 | 93,71 % |
| Rosjanie    | 1 189  | 4,02 %  |
| Polacy      | 322    | 1,09 %  |
| Ukraińcy    | 168    | 0,57 %  |
| Tatarzy     | 38     | 0,13 %  |
| Litwini     | 26     | 0,09 %  |
| Ormianie    | 16     | 0,05 %  |